# 上級相
上級相（じょうきゅうしょう、Senior Minister, SM）または国務資政（こくむしせい）とは、シンガポールの内閣を組織する官職である。首相、副首相経験者が就任している。

## 概要
上級相には、これまでに4人が就任しており、首相経験者のリー・クアンユー、ゴー・チョクトン、副首相経験者のS.ラジャラトナム、S.ジャヤクマールが就任した。リー・クアンユーに限り、2004年に上級相を辞任した後、内閣顧問（顧問相または内閣資政とも）に就任している。2009年3月26日、リー・シェンロン首相は副首相だったS.ジャヤクマールの上級相就任を発表し、2009年4月1日より上級相2人体制になった。2011年通常選挙においてS.ジャヤクマールは辞任。ゴー・チョクトンも2011年5月14日にリー・クアンユーとともに内閣から身を引くという以下の共同声明を発表し、辞任した。
シンガポールの各公用語の名称は以下:
- 中国語 (マンダリン):
  - 2004年8月12日から: Guo wu zi zheng (国务资政、國務資政)
  - 2004年8月12日まで: Nei ge zi zheng (内阁资政、內閣資政)

内阁资政は内閣顧問創設とともに内閣顧問の名称となった。
- マレー語: Menteri Kanan
- タミル語: சிரேஷ்ட அமைச்சர்

## 上級相の一覧
| 上級相           | 就任           | 辞任          |
| ---------------- | -------------- | ------------- |
| S.ラジャラトナム | 1985年         | 1988年        |
| リー・クアンユー | 1990年11月28日 | 2004年8月12日 |
| ゴー・チョクトン | 2004年8月12日  | 2011年5月21日 |
| S.ジャヤクマール | 2009年4月1日   | 2011年5月21日 |
| リー・シェンロン | 2024年5月15日  | （現職）      |